# Denis Flahaut

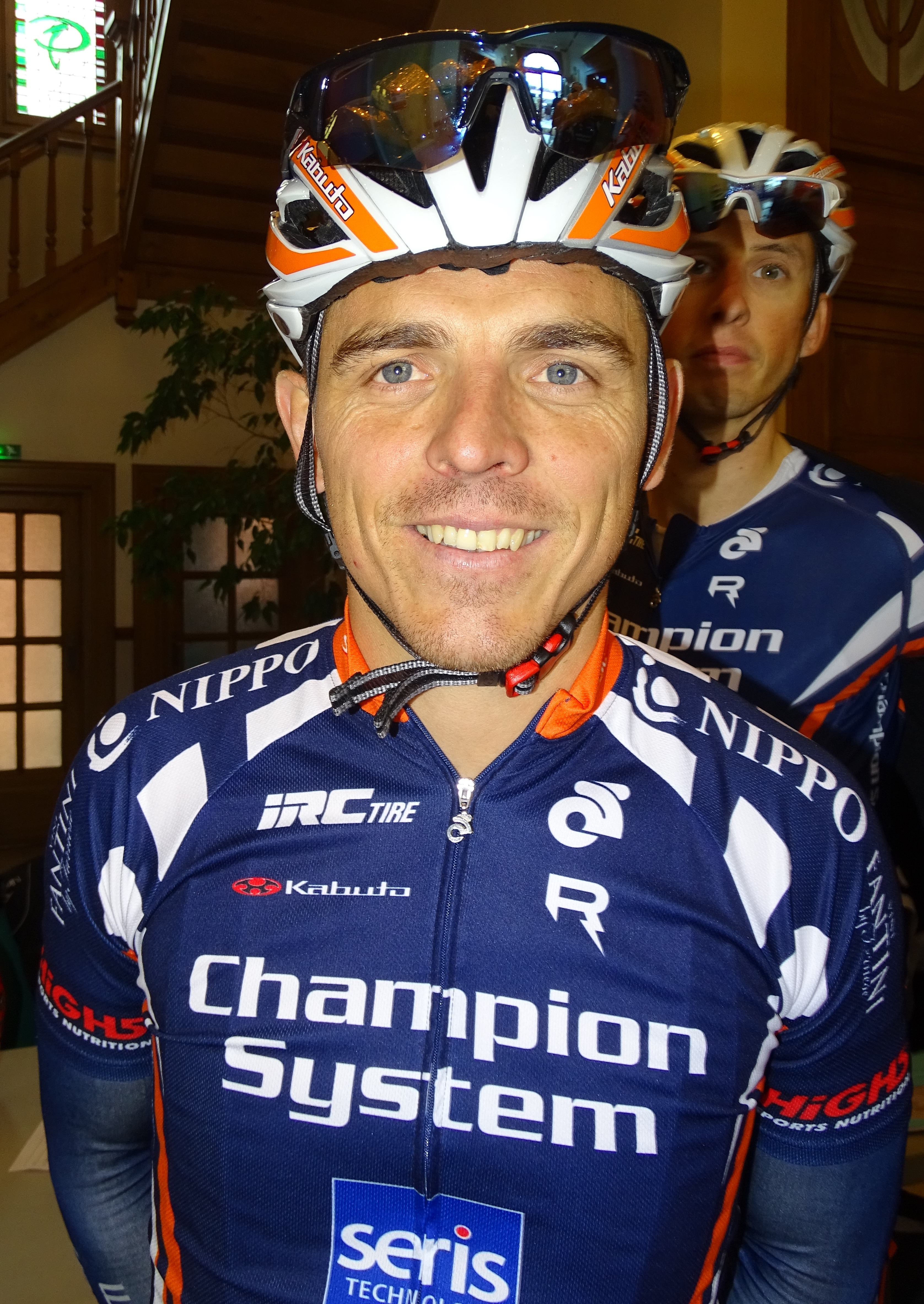
Denis Flahaut bei den Grand Prix de la ville de Pérenchies 2015.

Denis Flahaut (* 28. November 1978 in Valenciennes) ist ein französischer Radrennfahrer.
Nachdem Flahaut 2004 drei Etappen der Tour du Faso gewonnen hatte, erhielt er 2006 beim belgischen Continental Team Flanders seinen ersten Vertrag bei einem internationalen Radsportteam. Er gewann in den nächsten Jahren Eintagesrennen und Etappen vornehmlich belgischer, niederländischer und nordfranzösischer Wettbewerbe.

## Erfolge
2004
- drei Etappen Tour du Faso

2007
- Neuseen Classics
- Delta Profronde
- Vlaamse Havenpijl
- eine Etappe OZ Wielerweekend

2008
- eine Etappe Ruta del Sol

2009
- Meiprijs
- Nationale Sluitingsprijs

2010
- Omloop van het Waasland
- Grand Prix de Denain
- Tallinn-Tartu Grand Prix

2011
- Grand Prix de Lillers

## Teams
- 2006 Flanders
- 2007 Jartazi-Promo Fashion
- 2008 Saunier Duval-Scott / Scott-American Beef
- 2009 Landbouwkrediet-Colnago
- 2010 ISD Continental Team
- 2011 Roubaix Lille Métropole
- 2012 Roubaix Lille Métropole
- 2013 Colba-Superano Ham
- 2014 Veranclassic-Doltcini